# 曲敬宇
曲敬宇（1988年1月1日—），黑龙江齐齐哈尔人，中国男子游泳运动员。
2004雅典奥运会、2008北京奥运会中国体育代表团成员。主攻混合泳及短距离自由泳，是200米混合泳全国纪录保持者、100米、200米混合泳短池全国纪录保持者。
注册单位是海军游泳队，原输送单位是广东省游泳队，是解放军双计分运动员，曾获二等功两次，三等功一次。

## 运动经历
- 1995年 深圳市体校 教练雒义国
- 2000年 海军游泳队 教练叶瑾
- 2003年 中国国家游泳队 教练叶瑾

## 主要成绩
- 2003年 全国城市运动会 200米自由泳 第二名
- 2003年 世界军人运动会 400米混合泳 第二名
- 2003年 全国短池游泳锦标赛 200米混合泳 第一名（1:57.58）
- 2003年 全国短池游泳锦标赛 100米混合泳 第一名（56.1）
- 2003年 全国短池游泳锦标赛 100米蛙泳 第一名（1:00.06）
- 2004年 全国游泳冠军赛 200米自由泳 第三名
- 2005年 全国短池游泳锦标赛 200米混合泳 第一名（1:57.28）
- 2005年 全国短池游泳锦标赛 100米混合泳 第一名（54.18）
- 2005年 全国运动会 200米混合泳 第一名（2:00.59）
- 2005年 全国运动会 4×100米混合泳接力 第二名
- 2006年 亚洲游泳锦标赛 200米自由泳 第二名（1:52.54）
- 2006年 亚洲游泳锦标赛 200米混合泳 第二名（2:02.19）
- 2006年 亚洲游泳锦标赛 4×200米自由泳接力 第一名
- 2006年 全国游泳冠军赛 4×100米混合泳接力 第一名
- 2006年 全国游泳锦标赛 200米混合泳 第一名（2:00.89）
- 2006年 全国游泳锦标赛 4×100米混合泳接力 第一名
- 2006年 亚洲运动会 4×100米自由泳接力 第二名
- 2007年 全国游泳锦标赛 200米混合泳 第一名（2:02.66）
- 2007年 全国游泳锦标赛 50米蛙泳 第一名（28.93）
- 2007年 全国游泳锦标赛 4×100米混合泳接力 第一名（3:45.05）

## 主要记录
- 全国纪录 1:57.58 2003年全国短池游泳锦标赛 200米混合泳
- 全国纪录 2:00.59 2005年全国运动会 200米混合泳[3]